# Nik'a Dzalamidze
Nik'a Dzalamidze (in georgiano ნიკა ძალამიძე?; Tbilisi, 6 gennaio 1992) è un ex calciatore georgiano, di ruolo centrocampista.